# Заљубљене жене
Заљубљене жене (порт. Mulheres apaixonadas) бразилска је теленовела, продукцијске куће Реде Глобо, снимана 2003.
У Србији је приказивана током 2004. и 2005. на Првом програму Радио-телевизије Србије и каналу Филм плус.

## Синопсис
Серија Заљубљене жене говори причу о Елени, супрузи и мајки која почиње да сумња у свој брак са музичарем Теом. Њихов однос је преобичан, без великих свађа, али и без страсти. Имају сина Лукаса. Елена предаје историју и директорка је школе Рибеиро Алвес, чији су власници њен муж и његова сестра Лорена. Тео свира саксофон у џез бенду у којем пева Перола, а са њом Тео има кћерку Лусијану, која студира медицину. Перола се удала за музичара Атаулфа, који такође свира у Теовом бенду. Њих двоје имају сина Аира. Сви се, упркос својој прошлости, јако добро слажу. Повратак Сесара у њен живот највећи је извор Елениних сумњи. За Теа се удала оставивши Сесара, којег више никад није видела. У првом делу „Заљубљених жена“ Елена прими вест о томе да је Сесар постао удовац и да живи у Рио де Жанеиру. Такође сазнаје да је неурохирург у клиници доктора Анжела Моретија, где раде Лусијана и његова кћерка Марсино, која је ученица у Елениној школи. Сесар је признати лекар, али сви га се боје због његове хладне и захтевне природе. Кад му се жена Исабел разболела, његов се однос са сином Родригом распао. Родриго оптужује оца да је он крив за мајчину смрт и да се разболела због недостатка љубави и пажње у њиховом браку. Док Исабел умире, Родриго се свађа са оцем, говорећи му да је варао мајку са својом асистенткињом Лауром. Сесар рачуна да ће му мајка Матилде и кћерка Марсино помоћи да се поново зближи са сином. Елена своју сумњу подели са својим сестрама Илдом и Елоисом. Веза са сестрама биће најважнија за њену будућност. Илда и Елоиса су такође удате, али живе у потпуно другачијем односу са мужевима. Илда је власница „Делија“, где продаје пецива и слаткише које израђује уз кћеркину помоћ. Удата је за адвоката Леандра, а њихова је кћерка тинејџерка Елиса. За разлику од Елене, Илда је самоуверена и верује свом супругу. Елоиса, најмлађа од сестара, удата је за архитекту Сержија, згодног заљубљеника у спорт, на којег је љубоморна. Иако Сержио воли женско друштво, не жели да наруши свој однос са Елоисом, која у њиховом браку увек покушава да нађе нешто чега заправо нема. Елоиса ради са уметнинама. Још једна добра Еленина пријатељица је Лорена, одлучна и страствена жена…

## Улоге
| Глумац:            | Улога:                    |
| ------------------ | ------------------------- |
| Кристијане Торлони | Елена Рибеиро Алвес       |
| Жозе Мајер         | Сесар                     |
| Тони Рамос         | Теофило Рибеиро Алвес Тео |
| Хелена Раналд      | Ракел                     |
| Жулија Гам         | Елоиса                    |
| Марсело Антони     | Серхио                    |
| Каролина Дикман    | Едвигес                   |
| Ерик Мармо         | Клаудио Морети            |
| Сусана Виеира      | Лорена Рибеиро Алвес      |
| Родриго Санторо    | Ђого Рибеиро Алвес        |
| Палома Дуарте      | Марина                    |
| Камила Питанга     | Лусијана Рибеиро Алвес    |
| Режина Алвес       | Дорис де Соуза Дуарте     |
| Дан Стулбак        | Маркос                    |
| Наталија до Ваље   | Силвија                   |
| Ванеса Гербељи     | Фернанда                  |
| Вера Олц           | Сантана                   |
| Лавинија Власак    | Естела                    |
| Жулија Алмеида     | Видина                    |
| Марија Падиља      | Илда                      |
| Алине Мораес       | Клара                     |
| Паула Пикарели     | Рафаела                   |
| Маркос Карусо      | Карло                     |
| Освалдо Лоузада    | Леополдо Дуарте           |
| Карме Силва        | Флора де Соуза Дуарте     |
| Карол Кастро       | Грасина                   |
| Леонардо Мигиорин  | Родриго                   |
| Каролина Кастинг   | Лаура                     |
| Клаудио Марзо      | Рафаел Ногуера            |
| Рафаел Каломени    | Екпедиту                  |